# Dolmen du Bois du Feu
Der Dolmen du Bois du Feu (auch Petite Pierre Couverte genannt) liegt nahe der Straße „Voie Romaine“ im Bois-du-feu (Feuerholz) in Dénezé-sous-Doué bei Saumur im Département Maine-et-Loire in Frankreich. Dolmen ist in Frankreich der Oberbegriff für Megalithanlagen aller Art (siehe: Französische Nomenklatur).

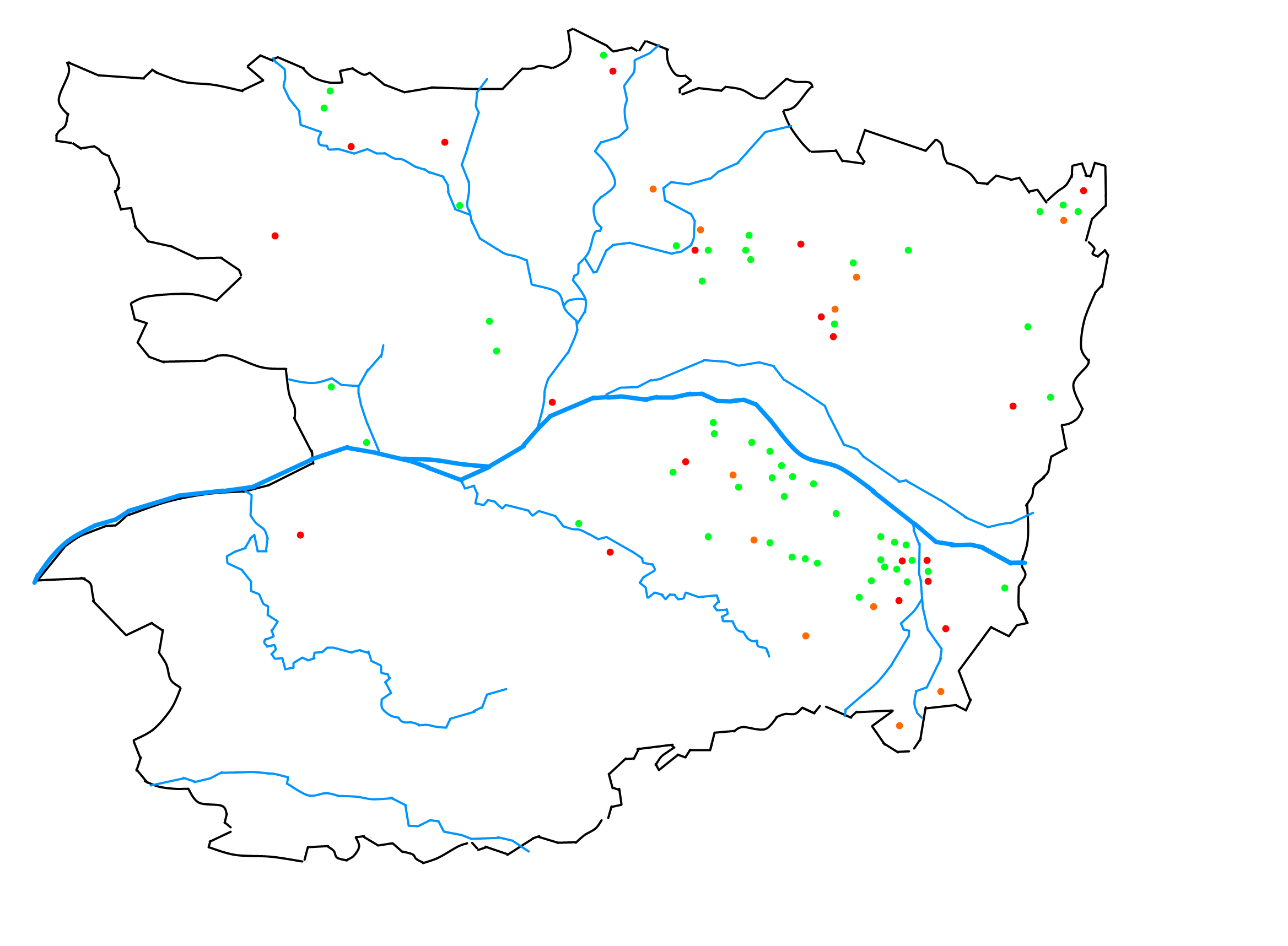
Verbreitungskarte von Dolmen in Maine-et-Loire – grün sind erhaltene Anlagen

## Beschreibung
Das lange als Haus verwendete große Monument wurde nach seiner frühen Beschädigung durch grobes Mauerwerk ergänzt. Die Kammer war von Anfang an mit einer Trennwand unterteilt. Am Rande der Trennwand ist eine vertikale Wetzrille (franz. Polierer) erhalten. Jede Kammer ist mit einer eigenen Deckenplatte bedeckt.
Der Dolmen war ursprünglich ein angevinischer Dolmen mit Portikus, der im mittleren Westen Frankreich verbreitet ist, häufig unterteilt, und mit einem Tumulus bedeckt war, mit einer geraden Fassade vorne und einer abgerundeten hinten.